# رودها و دریاچه‌های ارمنستان

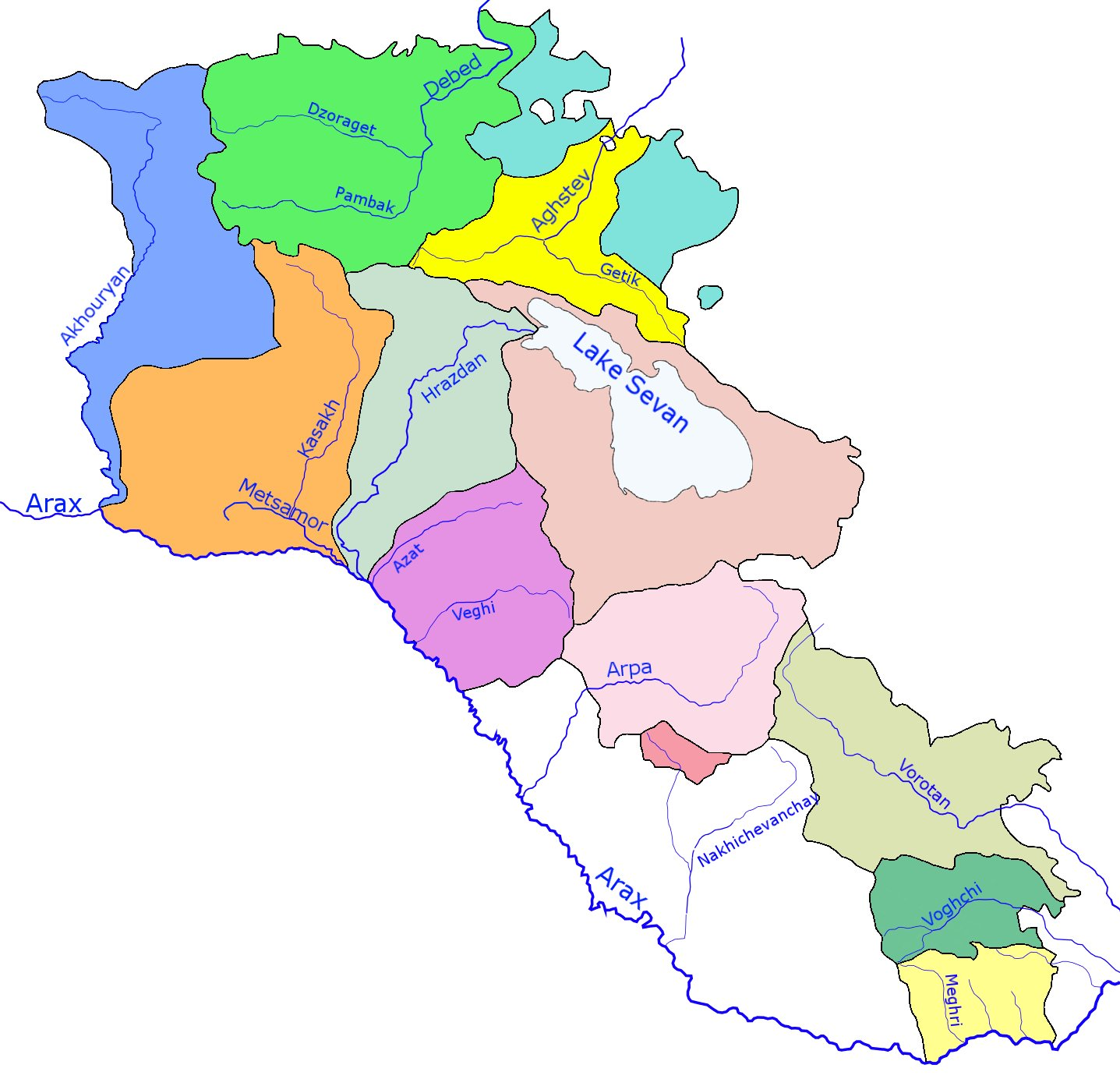
نقشه رودهای ارمنستان و حوضه آنها

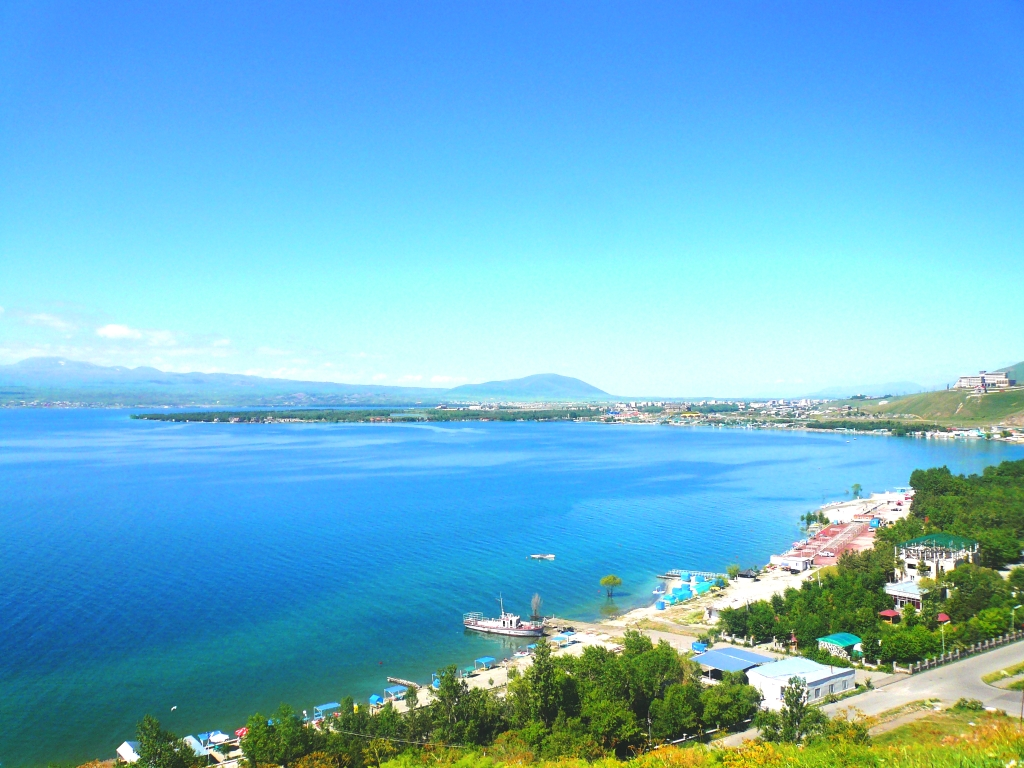
ساحل دریاچه سوان

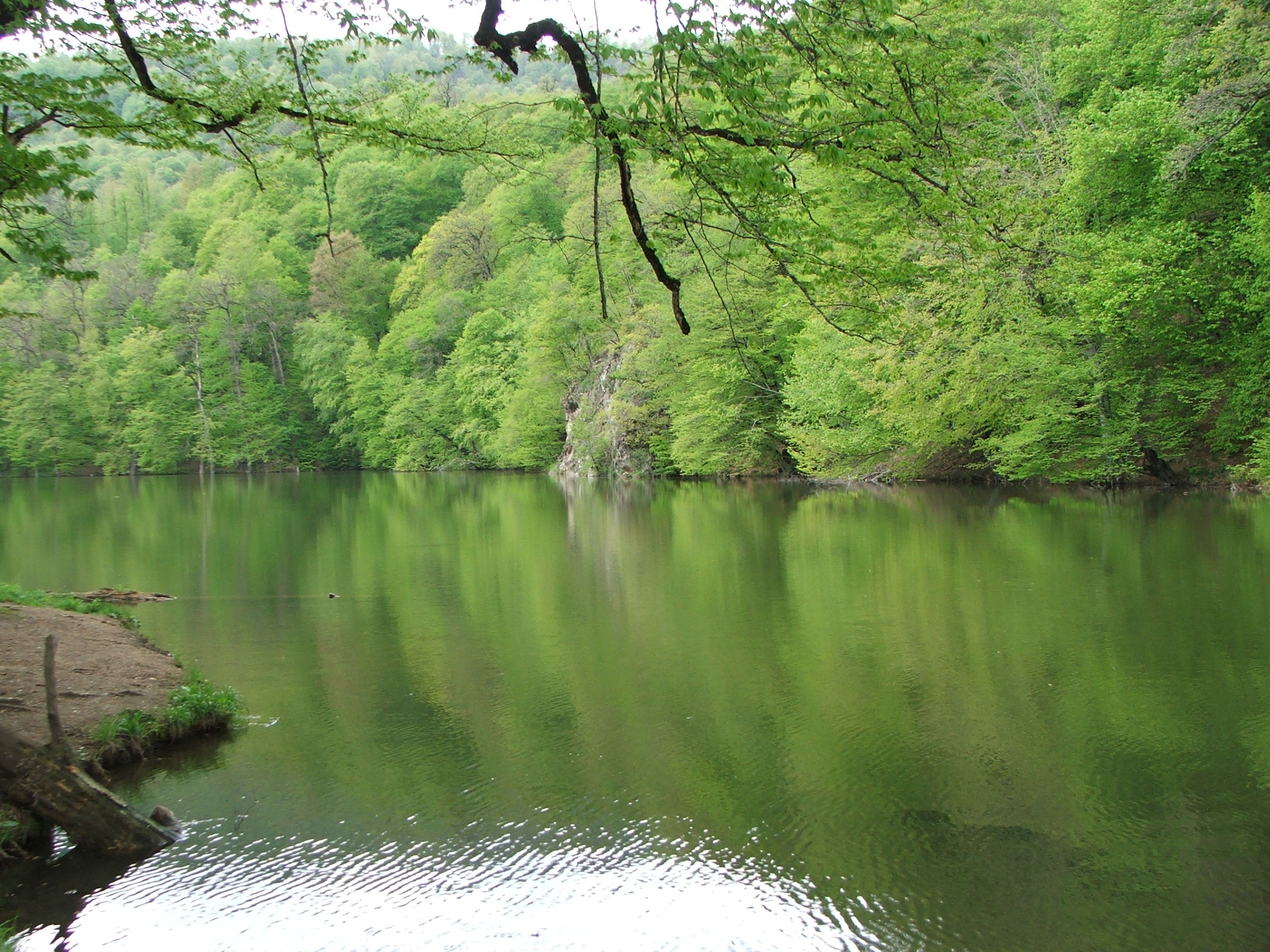
دریاچه پارز در دیلیجان

رودها و دریاچه‌های ارمنستان (ارمنی: Հայաստանի ջրագրություն)
در منابع میخی آشوری سرزمین ارمنستان، نائیری نامیده شده‌است به معنی "سرزمین دریاچه‌ها و رودخانه"
رودها
اکثر رودهای ارمنستان یا به‌طور مستقیم به رود ارس ریخته و از طریق آن نهایتاً به دریاچه خزر سرازیر می‌شوند یا از طریق رودهای کورا یا آخوریان به رود ارس می‌ریزند.
مهمترین رودهای که در ارمنستان جریان دارند عبارتنداز:
| نام رود       | طول (کیلومتر) | توضیحات                                       |
| ------------- | ------------- | --------------------------------------------- |
| آخوریان       | ۲۰۵           | در مرزهای ارمنستان با ترکیه جریان دارد        |
| وروتان        | ۱۷۹           | نا دیگر آن «بارگیوشات»                        |
| ارس           | ۱۵۸           |                                               |
| هرازدان       | ۱۴۶           | که از پایتخت ارمنستان، یعنی شهر ایروان می‌گذرد |
| آرپا          | ۱۲۶           | که به دریاچه سوان وصل می‌شود                   |
| Aghstev River | ۹۹            |                                               |
| دبد           | ۹۲            |                                               |
| کاساغ         | ۸۹            |                                               |
| ووغجی         | ۸۸            |                                               |
| پامباک        | ۸۶            |                                               |
| زوراگت        | ۷۱            |                                               |
| گتیک          | ۵۸            |                                               |
| ودی           | ۵۸            |                                               |
| آزات          | ۵۶            |                                               |
| آرگیچی        | ۵۱            |                                               |
| وانادزور      | ۱۶            |                                               |
| واچاگان       | ۵             |                                               |
| کورا          |               |                                               |

دریاچه‌ها
مهمترین دریاچهٔ ارمنستان دریاچه سوان است که در شرق این کشور واقع شده‌است این دریاچه که در ارتفاع ۱۹۲۴ متری از سطح دریا قرار گرفته یکی از مرتفع‌ترین دریاچه‌های آب شیرین بزرگ جهان است و مساحت کلی آن ۵۲۵ مایل مربع است
- دریاچه آرپی
- دریاچه پارز